# 天主教岘港教区
天主教峴港教區（越南語：Giáo phận Đà Nẵng）是越南一個羅馬天主教教區，屬順化總教區。
2007年，有60,231名教友，估轄區總人口2.6%，有45個堂區、65名司鐸、4名修士、311名修女。現任主教為周玉智。其座堂是耶穌聖心座堂。
1963年1月18日升為教區。